# Adonisea demaculata
Adonisea demaculata là một loài bướm đêm trong họ Noctuidae.